# اره‌ماهی ریزدندان
اره‌ماهی ریزدندان (نام علمی: Pristis pectinata) نام یک گونه از خانواده اره‌ماهی است.